# HD114728
HD114728 — хімічно пекулярна зоря спектрального класу
A9 й має видиму зоряну величину в смузі V приблизно 10,4.

## Пекулярний хімічний склад
Зоряна атмосфера HD114728 має підвищений вміст 
Eu
.